# Saliena
 (décembre 2023).
Si vous disposez d'ouvrages ou d'articles de référence ou si vous connaissez des sites web de qualité traitant du thème abordé ici, merci de compléter l'article en donnant les références utiles à sa vérifiabilité et en les liant à la section « Notes et références ».
Saliena appelé aussi Salanāja ou Salonāja est un village du sud de la Lettonie et le chef-lieu de Salienas pagasts appartenant à la municipalité de Daugavpils. Il se trouve au bord du cours d'eau Tartaciņa, à 6 kilomètres de Jaunborne, à 27 kilomètres de Daugavpils et à 241 kilomètres au sud de Riga. Le village a été bâti sur l'ancien domaine Salonājas muiža. Du temps de l'occupation soviétique le village faisait partie du kolkhoze Iskra, ce qui signifie étincelle en russe.